# 施塔特阿伦多夫
施塔特阿伦多夫是德国黑森州的一个市镇。总面积78.29平方公里，总人口21212人，其中男性10571人，女性10641人（2011年12月31日），人口密度271人/平方公里。